# Dina Ayada
Dina Ayada (ur. 30 grudnia 2003 w Antwerpii) – belgijska piosenkarka i raperka pochodzenia marokańskiego.

## Życiorys
W 2015 roku wystąpiła we flamandzkiej wersji programu The Voice Kids, gdzie doszła do półfinałów. W 2019 roku wygrała UrbaNice Battle of Talents organizowane przez stację radiową MNM.
Aktualnie mieszka w Los Angeles.

## Kariera

### 2020–2022: Pierwsze single i początek współpracy z Chukim
3 kwietnia 2020 roku Ayada wydała  single „The Way” i „Gucci Fakes”. Również 3 kwietnia wypuściła EPkę zatytułowaną The Rise, która jednak, tak samo jak oba single, została później usunięta z serwisów streamingowych. 3 lipca wypuściła singel  „Savage”. 20 sierpnia wydany został singel „We Got All The Time”. 15 września wystąpiła gościnnie w filmie na kanale YouTube producenta muzycznego Chuki'ego, na którym został ukazany proces tworzenia ich pierwszego wspólnego utworu „Ride or Die” wydanego 6 listopada.
W 2021 i 2022 roku wypuściła cztery kolejne single: „My Summer”, „I Wanna Know” (gościnnie u Chuki'ego Beats; razem z Yung Mavu), „Oops” i „Play With Me”.

### od 2023:Superstar!,The Script, występ w Polsce i remix „100 Bands” z bambi
Ayada rok 2023 rozpoczęła od wydania sześciu singli: „Miles Away”, „Popular”, „Games”, „10”, „Passion” oraz „On The Radar Freestyle”. 
3 listopada wydała EPkę Superstar!, którą zwiastowały single „Flowers!”, „Way Up!” i „Girls Cry 2!”. 22 grudnia światło dzienne ujrzała wersja deluxe minialbumu.
W 2023 i 2024 Ayada grała również jako support podczas tras koncertowych Lil Tjay'a Beat The Odds Tour i Good Life Tour.
9 lutego 2024 roku wydała singel „Love Me”, a 15 marca „What U Want?”. 
7 czerwca ukazała się kolejna EPka Ayady, The Script. Na rzecz minialbumu zostały wydane trzy single: „100 Bands”, „Hummer” oraz „There's A Way” z gościnnym udziałem KayCyy'ego.
W maju i czerwcu 2024 roku Ayada występowała jako gość specjalny w trakcie trasy koncertowej The Bittersweet Tour Gunny. Na przełomie czerwca i lipca raperka wyruszyła w swoją pierwszą solową trasę koncertową po Chinach i Europie. Podczas trasy wystąpiła podczas takich festiwali jak m.in. Splash! Festival, Rolling Loud Europe, a także w Warszawie podczas Clout Festival. Podczas występu na Clout Festival dołączyła do niej polska raperka bambi, z którą Ayada wspólnie wykonała remix utworu „100 Bands”. Remix ten oficjalnie wydany został 9 sierpnia.
Ayada do końca roku wypuściła cztery kolejne single − „China Park Freestyle”, „Sad!” we współpracy z Noevdvem, „Speed It Up” z gościnnym udziałem DC the Dona oraz „Afro Jazz (My Bad)” wraz z Destinen Laurelem, Frozym i 33nimbem.

## Dyskografia

### Minialbumy
| Rok  | Dane dot. albumu |
| ---- | --- |
| 2020 | The Rise - Wydany: 3 kwietnia 2020 - Wytwórnia: Absolute P - Format: digital download, streaming                                     |
| 2023 | Superstar! - Wydany: 3 listopada 2023 - Wytwórnia: 32Worldwide, Listen to the Kids, Santa Anna - Format: digital download, streaming |
| 2024 | The Script - Wydany: 7 czerwca 2024 - Wytwórnia: 32Worldwide, Listen to the Kids, Santa Anna - Format: digital download, streaming   |

### Single

#### Jako główna artystka
| Rok  | Tytuł                                                               | Najwyższa pozycja | Album           |
| Rok  | Tytuł                                                               | BEL (FL)          | Album           |
| ---- | ------------------------------------------------------------------- | ----------------- | --------------- |
| 2020 | „The Way”                                                           | 50                | –               |
| 2020 | „Gucci Fakes”                                                       | –                 | –               |
| 2020 | „Savage”                                                            | –                 | –               |
| 2020 | „Together” (oraz Bobby i Chapter Two)                               | –                 | –               |
| 2020 | „We Got All The Time”                                               | 23                | –               |
| 2020 | „Ride or Die” (oraz Chuki Beats)                                    | –                 | –               |
| 2021 | „My Summer”                                                         | –                 | –               |
| 2021 | „Oops”                                                              | –                 | –               |
| 2022 | „Play With Me”                                                      | –                 | –               |
| 2023 | „Miles Away”                                                        | –                 | –               |
| 2023 | „Popular”                                                           | –                 | –               |
| 2023 | „Games”                                                             | –                 | –               |
| 2023 | „10”                                                                | –                 | –               |
| 2023 | „Passion”                                                           | –                 | –               |
| 2023 | „On The Radar Freestyle”                                            | –                 | –               |
| 2023 | „Flowers!”                                                          | –                 | Superstar! (EP) |
| 2023 | „Way Up!”                                                           | –                 | Superstar! (EP) |
| 2023 | „Girls Cry 2!”                                                      | –                 | Superstar! (EP) |
| 2024 | „Love Me”                                                           | –                 | –               |
| 2024 | „What U Want?”                                                      | –                 | –               |
| 2024 | „100 Bands”                                                         | –                 | The Script (EP) |
| 2024 | „Hummer”                                                            | –                 | The Script (EP) |
| 2024 | „There's A Way” (gościnnie: KayCyy)                                 | –                 | The Script (EP) |
| 2024 | „100 Bands” (gościnnie: bambi)                                      | –                 | –               |
| 2024 | „China Park Freestyle”                                              | –                 | –               |
| 2024 | „Sad!” (oraz noevdv)                                                | –                 | –               |
| 2024 | „Speed It Up” (gościnnie: DC the Don)                               | –                 | –               |
| 2024 | „Afro Jazz (My Bad)” (oraz Destin Laurel, frozy; gościnnie: 33nimb) | –                 | –               |

#### Jako gość
| Rok  | Tytuł                                                          | Album       |
| ---- | -------------------------------------------------------------- | ----------- |
| 2021 | „I Wanna Know” (Chuki Beats, gościnnie: Dina Ayada, Yung Mavu) | Insideout   |
| 2025 | „Clouds” (bambi, gościnnie: Dina Ayada)                        | Trap or Die |